# سرکه‌لی (جیحان)
سرکه‌لی (به ترکی استانبولی: Sirkeli) یک منطقهٔ مسکونی در ترکیه است که در جیحان واقع شده‌است.